# Cornelius Warmerdam
Cornelius »Dutch« Warmerdam, ameriški atlet, * 22. junij 1915, Long Beach, Kalifornija, ZDA, † 13. november 2001, Fresno, Kalifornija. 
Warmerdam je trikratni zaporedni svetovni rekorder v skoku s palico. 29. junija 1940 je prevzel rekord Earlu Meadowso s preskočeno višino 4,60 m, 26. junija 1941 je rekord popravil na 4,72 m, 23. maja 1942 pa na svoj osebni rekord 4,77 m. Rekord je skupaj držal skoraj 17 let do 27. aprila 1957, ko ga je izboljšal Robert Gutowski. 21. novembra 2014 je bil sprejet v Mednarodni atletski hram slavnih.